# ジュリアン・スクリャービン

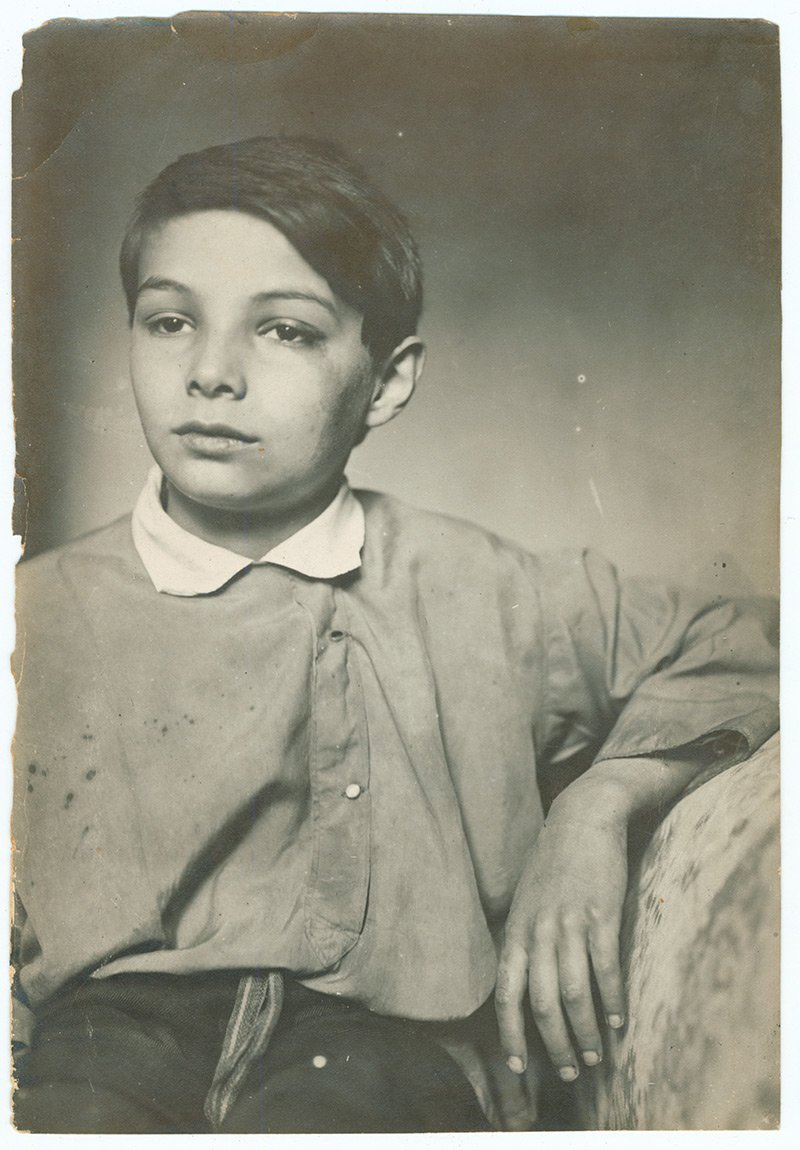
ジュリアン・スクリャービン

ユリアン・アレクサンドロヴィチ・スクリャービン（Julian Alexandrovich Scriabin ロシア語: Юлиан Александрович Скрябин, 1908年2月12日 - 1919年6月22日）はロシアの作曲家アレクサンドル・スクリャービンがその愛人タチヤナ・ド・シュレーゼールともうけた男児。日本では、ジュリアンと呼ばれている。
神童としてピアノ演奏と作曲に目ざましい能力を発揮し、レインゴリト・グリエールに師事して、亡父の晩年様式によるピアノ曲を数点残した。将来が嘱望されていたものの、11歳のときに船の転覆事故により、キエフのドニエプル川で水死した。

## 作品一覧
すべてピアノ曲であり、「前奏曲」と題されている。また、現在のところ最も入手しやすい音源は、エフゲーニ・ザラフィアンツ（NAXOS - 8.554145）による録音である。
- 前奏曲 ハ長調 作品2（1918年）
- 2つの前奏曲 作品3（1918年）
  - 第1番 ロ長調
  - 第2番
- 前奏曲 変ニ長調 作品4（1919年）